# Annona jamaicensis
Annona jamaicensis är en kirimojaväxtart som beskrevs av Thomas Archibald Sprague. Annona jamaicensis ingår i släktet annonor, och familjen kirimojaväxter. Inga underarter finns listade i Catalogue of Life.